# East Berbice-Corentyne
East Berbice-Corentyne ist die östliche Region Guyanas. Sie grenzt an den Atlantischen Ozean im Norden, an Suriname im Osten, Brasilien im Süden und die Regionen Mahaica-Berbice, Upper Demerara-Berbice, Potaro-Siparuni und Upper Takutu-Upper Essequibo im Westen. In der Region gibt es die Städte New Amsterdam, Corriverton, Mara und Rose Hall.
Der Corantijn ist die natürliche Grenze zu Suriname, in seinem südlichen Verlauf gibt es im sogenannten New River Triangle Grenzkonflikte mit Suriname.